# بينو (أنمي)
بينو أو هايكارا-سان (بالإنجليزية: Smart-San)‏ (بالإيطالية: mademoiselle Anne)‏ مانغا شوجو يابانية للمانغاكا واكي ياماتو. نـُشرت متسلسلة بإحدى المجلات بين عامي 1975 و1977. وفازت في عام 1977 بجائزة كودانشا للمانغا لفئة أفضل مانغا شوجو. وتحولت في وقت لاحق إلى مسلسل أنمي تلفزيوني من 42 حلقة.

## القصة
تجري أحداث هذا العمل الناجح في السنة السابعة من عهد الإمبراطور تايشو (حَكم بين عامي 1912 - 1926) في سنة 1916، حيث تبدأ بينو الفتاة ابنة السبعة عشر ربيعاً رحلة تخرج فيها عن تقاليد تلك الفترة، سواءً من ناحية في الوجدانية أو الانجازات الشخصية.
فقدت بينو أمها لـمّا كانت طفلة صغيرة، فتولى والدها تربيتها وحده، وهو مسؤول رفيع في الجيش الياباني. ونتيجة لذلك، نشأت فتاة مسترجلة - على عكس المفاهيم الأنوثة التقليدية اليابانية، تدرس الكندو، غالباً ما ترتدي ألبسه أجنبية بدل من زي الكيمونو التقليدي، ولا تبالي بأعمال التدبير المنزلي كما هو الحال بمادة الأدب. كما ترفض فكرة الزواج المدبر وتؤمن بحق المرأة في الوظيفة والزواج عن حب. أفضل أصدقاء بينو هما : تاماكي الجميلة، والأكثر أنوثة من بينو بكثير ولكنها مهتمة بنفس القدر في مجال حقوق المرأة، ومارو هو شاب يلعب أدواراً نسائية في مسرح كابوكي.
في يوم ما، بدأت بينو سلسلة لقاءات محرجة مع لفتنانت وسيم بالجيش يوجين. شهد يوجين اصطدام بينو بشجرة وسقوطها عند ركوبها الدراجة، فصفعته بينو لضحكه عليها. ولاحقاً، أنقذ يوجين بينو عند وقوعها من شجرة أثناء لعبها بالطائرة الورقية. والتقت بينو يوجين مرة أخرى عند وصولها إلى المنزل في ذلك اليوم، فهاجمته على الفور بعصا كندو، وتلقت صدمة عندما أخبرها والدها بأنها ستكون زوجة يوجين، ويرجع ذلك إلى اتفاق أبرم بين آل هانامورا وآل وعائلة يوجين قبل أن تولد بينو.

## روابط خارجية
- بينو على موقع ANN anime (الإنجليزية)
- بينو على موقع ANN manga (الإنجليزية)